# 한나 후스코바
한나 안드레예우나 후스코바(벨라루스어: Га́нна Андрэеўна Гусько́ва, 러시아어: А́нна Андре́евна Гусько́ва 안나 안드레예브나 구시코바[*], 1992년 8월 28일~)는 벨라루스의 프리스타일 스키 선수로 주 종목은 에어리얼이다. 2018년 동계 올림픽 여자 에어리얼 부문에서 금메달을 획득하였으며, 2022년 동계 올림픽 여자 에어리얼 부문 은메달을 획득했다.